# Rodriguez c. Colombie-Britannique (Procureur général)
Décision
L'interdiction criminelle du suicide assisté ne viole pas la Charte canadienne des droits et libertés.
Jugement complet
texte intégral sur www.canlii.org
Création de Rodriguez c. Colombie-Britannique (Procureur général) est une décision de la Cour suprême du Canada en 1993 établissant que l'interdiction criminelle de l'aide au suicide ne constitue pas une violation de la Charte canadienne des droits et libertés. Cette décision fait suite à une contestation à l'effet contraire de la part d'une femme en phase terminale, Sue Rodriguez (en). Dans une décision à la majorité de 5 contre 4, la cour a maintenu la disposition du Code criminel.

## Contexte
Sue Rodriguez (en) était une mère de 42 ans atteinte de la sclérose latérale amyotrophique, diagnostiquée en 1992. En 1993, il a été déterminé qu'elle ne vivrait pas plus d'un an. C'est alors qu'elle entama une poursuite pour abolir l'article 241(b) du Code criminel qui rendait l'aide au suicide illégale, incluant le fait d'être assisté par un physicien pour le suicide.
Elle a mené la cause devant la Cour suprême de la Colombie-Britannique en affirmant que cet article du Code criminel violait les articles 7, 12 et 15(1) de la Charte canadienne des droits et libertés qui garantissent respectivement le « droit à la vie, à la liberté et la sécurité de sa personne », la « protection contre les châtiments cruels et inusités » et le « droit à l'égalité ».

## Décision de la cour
John Sopinka, écrivant pour la majorité, a déterminé qu'il n'y avait pas de violation de l'article 7. Il a déterminé que la disposition du Code criminel ne violait aucun principe de justice fondamentale et qu'elle représentait les valeurs fondamentales de la société.
De plus, il a rejeté que la disposition constituait une violation de l'article 12 puisqu'une simple interdiction ne constitue pas un moyen de traitement.
Finalement, en ce qui a trait à l'article 15, il a noté que la cause n'est pas bien résolu sous ce droit, mais, assumant que la disposition violait l'article 15, il a déterminé qu'elle était clairement sauvegardée par l'article 1 en déterminant que l'objectif était pressant et substantiel et qu'il n'y avait aucun autre moyen moindre pour atteindre ce but.
En dissidence, Antonio Lamer a tenu que l'article 241(b) du Code criminel entrait en violation avec l'article 15 de la Charte canadienne des droits et libertés, mais il n'a pas considéré les articles 7 et 12.
De son côté, Peter Cory a déterminé que le droit à mourir est protéger sous l'article 7 de la charte comme toute autre partie de la vie.
Puis, Beverley McLachlin a jugé que l'article 241(b) du Code criminel violait l'article 7 de la Charte canadienne des droits et libertés qui garantit le droit à la sécurité de sa personne et que cette violation n'était pas sauvegardée par l'article 1.

## Renversement
22 ans après la décision dans le cas Rodriguez c. Colombie-Britannique (Procureur général), c'est-à-dire en 2015, la Cour suprême du Canada a jugé dans l'affaire Carter v Canada (AG) que le fait d'interdire l'aide au suicide constitue, dans certains cas, une violation de l'article 7 de la Charte canadienne des droits et libertés.

## Annexe